# Danh sách phố ma tại California
Đây là danh sách chưa hoàn chỉnh các phố ma tại tiểu bang California của Hoa Kỳ.

## Danh sách theo tên thị trấn
- Agua Fria
- Alma
- Amboy
- Atolia
- Bagdad cạnh Quốc lộ Hoa Kỳ 66
- Ballarat
- Bennettville
- Bodie
- Calico
- Carson Hill
- Cerro Gordo
- Chambless
- Cherokee
- Chinese Camp
- Chloride City
- Coloma
- Darwin
- Deadwood (quận Placer)
- Denny
- Dogtown
- Drawbridge
- Drytown
- Eagle Mountain
- Essex
- Freeman Junction
- Garlock
- Gibsonville
- Goffs
- Goler Heights
- Greenwater
- Hamilton
- Hart
- Holy City
- Ivanpah
- Keeler
- Kelso
- Kingston
- Leadfield
- Lexington
- Llano Del Rio
- Lookout City
- Ludlow
- Manchester (Quận Monterey)
- Mammoth City
- Masonic
- Mentryville
- Midland
- Mount Ophir
- New Almaden
- New Idria
- North Shore
- Nortonville
- Panamint City
- Picacho
- Port Chicago
- Port Wine
- Providence
- Purissima
- Red Mountain
- Randsburg
- Rice
- Siberia
- Silver Lake
- Skidoo
- St. Louis
- Swansea
- Timbuctoo
- Tumco
- Vanderbilt
- Westville
- Wingo
- You Bet
- Zurich

## Danh sách theo quận

### Quận Alameda
- Drawbridge

### Quận Amador
- Drytown

### Quận Butte
- Cherokee
- Hamilton

### Quận Calaveras
- Carson Hill
- Antelope House
- Balaklava Hill
- Blue Mountain
- Brownsville
- Buckeye Hill
- Camanche
- Camp Spirito
- Chichi
- El Dorado Bar
- Fremont Valley
- Greasertown
- Hodson
- Independence Flat
- Lower Calaveritas
- Mammoth Cave
- McLeans Bar
- McLeans Ferry
- Melones
- Mill Valley
- North American House
- Norval
- Oregon Bar
- Pattees Ranch
- Sandy Bar
- Spanish Bar
- Stony Bar
- Stoutenburg
- Taylors Bar
- Tremont House
- Yaqui Camp

### Quận Contra Costa
- Nortonville
- Port Chicago

### Quận El Dorado
- Coloma

### Quận Humboldt
- Denny

### Quận Imperial
- Picacho
- Tumco

### Quận Inyo
- Ballarat
- Cerro Gordo
- Chloride City
- Darwin
- Greenwater
- Keeler
- Leadfield
- Lookout City
- Panamint City
- Skidoo
- Swansea
- Zurich

### Quận Kern
- Freeman Junction
- Garlock
- Goler Heights
- Hatfields Camp
- Lee Camp
- Randsburg

### Quận Kings
- Kingston

### Quận Los Angeles
- Eldoradoville
- Llano Del Rio
- Mentryville

### Quận Madera
- Grub Gulch

### Quận Marin
- Dogtown

### Quận Mariposa
- Agua Fria
- Indian Gulch
- Mount Ophir

### Quận Mono
- Bennettville
- Benton
- Bodie
- Dechambeau Ranch
- Halfway Camp
- Mammoth City
- Masonic

### Quận Monterey
- Manchester

### Quận Nevada
- You Bet

### Quận Placer
- Deadwood
- Westville

### Quận Riverside
- Eagle Mountain
- Midland
- North Shore
- Pinacate
- Terra Cotta

### Quận San Benito
- New Idria

### Quận San Bernardino
- Amboy
- Atolia
- Bagdad, by U.S. Route 66
- Calico
- Chambless
- Essex
- Goffs
- Hart
- Ivanpah
- Kelso
- Ludlow
- Providence
- Red Mountain
- Rice
- Siberia
- Silver Lake
- Valley Wells
- Vanderbilt

### Quận San Joaquin
- Banta
- Carnegie

### Quận San Mateo
- Purissima

### Quận Santa Clara
- Alma
- Coyote
- Holy City
- Lexington
- New Almaden
- Patchen
- Wrights

### Quận Sierra
- Gibsonville

### Quận Sonoma
- Wingo

### Quận Tuolumne
- Chinese Camp

### Quận Yuba
- Timbuctoo